# ローズオンラインジャパン
ローズオンラインジャパン株式会社は、かつて『ローズオンライン』などのオンラインゲームの運営を手掛けていた日本の企業。

## 概要
2002年8月に設立。当初はオンラインゲームアプリの開発を手掛けていたが、2013年にSeedCから運営移管を受けた『ローズオンライン』の開発・配信がメインとなった。また、『ローズオンライン』の開発・配信以外にも、他社のスマートフォンゲームアプリの開発なども行っていた。
『ローズオンライン』の登録者数が50万人を超えたことにより、2017年3月期は約1億2200万円の売上があった。しかし、2018年3月期において、課金収入の伸び悩み、新規アプリの開発負担、開発したスマートフォンゲームの不人気などから約6800万円にまで落ち込み、赤字に転落した他、約7200万円の債務超過に転落。2019年3月期においても、4700万円の赤字となった他、債務超過も1億1900万円まで拡大した。同時期には社員に対する給与の未払いも発生した。
ローズオンラインジャパンは、2019年春に自社タイトルによるスマートフォンゲームアプリ配信を休止。同年夏に『ローズオンライン』を開発チームであるローズオンラインマネジメントチームへ譲渡した。同年秋に全従業員を解雇し、同年11月に本社を横浜市中区太田町から横浜市中区日本大通のマンションへ移転した。そして2020年1月に全事業を停止した。
ローズオンラインジャパンは、2020年4月2日に横浜地方裁判所から破産手続開始決定を受けた。負債総額は約4億3100万円。そして同年10月28日に法人格が消滅した。
『ローズオンライン』自体は、ローズオンラインマネジメントチームによって開発・運営が継続されており、ローズオンラインマネジメントチームの本拠地も、2019年10月までローズオンラインジャパンの本社が所在していた横浜市中区太田町に置かれている。

## 開発していた主なタイトル
- ローズオンライン
- ローズオンライン 夢見る女神と星の旅路[6]
- マジうま Gallop Girls[7]
- ふわふわ大戦争[8]